# Le Règne de la joie
Pour les articles homonymes, voir Broadway Melody.
Pour plus de détails, voir Fiche technique et Distribution.
Le Règne de la joie (Broadway Melody of 1938) est un film musical américain de Roy Del Ruth, sorti en 1937.

## Synopsis
Sally est une jeune dresseuse de chevaux qui se lie d'amitié avec Sonny et Peter, qui ont été engagés pour s'occuper d'un cheval ayant appartenu à sa famille. Soucieuse du bien-être du cheval, elle se faufile à bord d'un train qui emmène le cheval et ses soigneurs à New York. En chemin, elle rencontre l'agent artistique Steve Raleigh qui, impressionné par sa danse et son chant, la met sur la voie de la célébrité et une romance s'épanouit entre eux. 

## Fiche technique
- Titre original : Broadway Melody of 1938
- Titre français : Le Règne de la joie
- Réalisation : Roy Del Ruth
- Scénario : Jack McGowan d'après une histoire de Jack McGowan et Sid Silvers
- Dialogues : Harry W. Conn
- Production  : Jack Cummings et Irving Thalberg (producteur exécutif)
- Société de production et de distribution : M.G.M.
- Direction musicale : George E. Stoll
- Musique : Leo Arnaud et Murray Cutter (non crédités)
- Arrangements musicaux : Léo Arnaud, Roger Edens et Murray Cutter
- Chorégraphie : Dave Gould
- Photographie : William H. Daniels et Ray June (non crédité)
- Montage : Blanche Sewell
- Direction artistique : Cedric Gibbons
- Costumes : Adrian
- Pays de production :  États-Unis
- Format : Noir et blanc - 1,37:1 - Son mono (Western Electric Sound System)
- Genre : Film musical et romance
- Langue : Anglais
- Durée : 110 minutes
- Dates de sortie :
  - États-Unis : 20 août 1937
  - France : 22 décembre 1937

## Distribution
- Robert Taylor (VF : Marc Valbel) : Stephan « Steve » Raleigh
- Eleanor Powell : Sally Lee (Suzie Lee en VF)
- George Murphy : Sonny Ledford
- Binnie Barnes : Caroline Whipple
- Buddy Ebsen : Peter Trot (Pierre Trot en VF)
- Sophie Tucker : Alice Clayton
- Judy Garland : Betty Clayton
- Charles Igor Gorin : Nicki Papaloopas, coiffeur
- Raymond Walburn (VF : Maurice Lagrenée) : Herman J. Whipple
- Robert Benchley : Duffy, Raleigh's P.R. Man
- Willie Howard : un serveur de restaurant
- Charley Grapewin (VF : Jean D'Yd) : James K. Blakeley, l'entraîneur
- Robert Wildhack (VF : Pierre de Rigoult) : The Sneezer
- Billy Gilbert (VF : Léon Larive)  : George Papaloopas, coiffeur
- Barnett Parker : Jerry Jason
- Helen Troy : Emma Snipe

Et, parmi les acteurs non crédités :
- Dudley Clements : Hamilton Brown
- Charles Coleman : Louis, un serveur

## Autour du film
- Il ne faut pas confondre ce film avec Broadway Melody 1936[1] (Broadway Melody of 1936) de Roy Del Ruth sorti en 1935.